# Lucía López
Lucía Verónica López Guerra (née le 2 décembre 1973 à Concepción), est une journaliste et présentatrice de télévision chilienne.

## Télévision

### Émissions de télévision
- 2008 : SQP (Chilevisión) : Panéliste
- 2008 : Gente como tú (Chilevisión) : Panéliste
- 2009 : En portada (UCV Télévision) : Panéliste
- 2010 : Intrusos (La Red) : Panéliste
- 2010-2011 : Primer plano (Chilevisión) : Panéliste
- 2011 : Bienvenidos (Canal 13) : Panéliste
- 2011-2013 : Alfombra roja (Canal 13) : Présentatrice (avec Cristián "Chico" Pérez)
- 2012 : Mi Nombre Es... V.I.P. (Canal 13) : Participante imitée a la chanteuse chilienne Cecilia, eliminée
- 2013 : AR Prime (Canal 13) : Panéliste
- 2014 : Primer plano (Chilevisión) : Panéliste
- 2015 : Consumo cuidado (Chilevisión) : Animatrice

### Téléséries
- 2011 : Asesora sin hogar (Canal 13) : Ernestina Dickinson